# Джилани, Джалил Аббас
Джалил Аббас Джилани (англ. Jalil Abbas Jilani; род. 1955, Мултан) — пакистанский государственный деятель, министр иностранных дел (2023—2024).

## Биография
Джилани родился 2 февраля 1955 года во влиятельной семье в Мултане, его отец и старший брат были государственными служащими, последний занимал пост главного секретаря провинции Пенджаб, а бывший премьер-министр Юсуф Раза Гилани приходится ему двоюродным братом.
Джилани получил степень бакалавра права в юридическом колледже университета Пенджаба. Затем он поступил на дипломатическую службу Пакистана в марте 1979 года. Джилани свободно владеет семью языками. 

## Карьера
Джилани работал в канцелярии премьер-министра в 1989—1992 годах. Он возглавлял отдел Южной Азии в Министерстве иностранных дел с 2003 по 2007 год, в течение этого времени он также был пресс-секретарём министерства.
В 2007 году он был назначен Верховным комиссаром Пакистана в Австралии и проработал там до 2009 года, когда ему было поручено стать послом Пакистана в Европейском союзе. Джилани также занимал пост посла Пакистана в США.
В августе 2023 года занято пост министра иностранных дел, пробыв на нём до марта 2024 года.
Джилани был кандидатом на пост временного премьер-министра Пакистана.